# Derek King
Pour les articles homonymes, voir King.
Derek King (né le 11 février 1967 à Hamilton, dans la province de l'Ontario au Canada) est un joueur professionnel retraité de hockey sur glace devenu entraîneur.

## Carrière
Débutant au niveau junior en 1984-1985 avec les Greyhounds de Sault-Sainte-Marie de la Ligue de hockey de l'Ontario sous l'entraîneur Terry Crisp, King récolte un total de 73 points et aide les Greyhounds à atteindre le tournoi de la Coupe Memorial. Au terme de cette saison, il remporte le Trophée de la famille Emms décerné au joueur recrue par excellence de la LHO et se voit être réclamé au premier tour par les Islanders de New York lors du repêchage de 1985 de la Ligue nationale de hockey.
Malgré cette sélection, il retourne avec Sault Sainte-Marie pour la saison suivante. Au cours de cette même saison, il est échangé aux Generals d'Oshawa avec qui il complète sa carrière junior. Devenant joueur professionnel en 1987, il évolue durant cette première année avec les Islanders et leur club affilié de la Ligue américaine de hockey, les Indians de Springfield. À son premier passage avec les Islanders, il récolte une fiche de 36 points en 55 rencontres.
L'ailier gauche partage les deux saisons suivantes entre la LNH et la LAH avant de décrocher en 1990 un poste permanent avec le grand club. À sa deuxième saison complète dans cette ligue, il atteint pour la seule fois de sa carrière le plateau des quarante buts et se voit être invité à représenter le Canada au championnat du monde de 1992.
King poursuit sa carrière avec les Islanders durant encore cinq saisons, soit jusqu'en 1996-1997, saison au cours de laquelle les Islanders l'échange aux Whalers de Hartford en retour d'un choix de cinquième ronde au repêchage de 1997. Devenant agent libre au cours de l'été suivante, il s'entend alors avec les Maple Leafs de Toronto mené par l'entraîneur John Quinn.
Sous le maillot des Leafs, Derek King forme un trio avec Mike Johnson et Alyn McCauley et obtient l'honneur d'être le dernier joueur de l'histoire à inscrire un but au Maple Leaf Gardens qui fut le domicile de l'équipe torontoise durant 68 ans. Au cours des séries éliminatoires de 1999, alors que McCauley se doit d'annoncer son retrait de la compétition en raison d'une blessure à la tête, King voit sa production diminuer grandement, ne récoltant que quatre points en seize parties.
Après avoir commencé la saison suivante avec les Maple Leafs, ceux-ci l'échange aux Blues de Saint-Louis où il ne s'aligne que pour 19 rencontres avant d'être cédé aux Griffins de Grand Rapids de la Ligue internationale de hockey. Poursuivant avec ces derniers en 2000-2001 alors que la LIH en est à sa dernière année d'existence, King domine les Griffins aux chapitres des points avec une récolte de 83 points en 76 parties.
De retour sur le marché des joueurs autonome à l'été suivant, il rejoint le EHC Munich, club de la DEL en Allemagne avec qui dispute une saison avant d'accepter un poste de joueur-entraîneur l'année suivante avec les Griffins de Grand Rapids, évoluant maintenant en LAH.
King reste deux saisons avec Grand Rapids avant d'annoncer, à l'été 2004 son retrait de la compétition. Il rejoint dès la saison suivante l'organisation des Marlies de Toronto de la LAH à titre d'entraîneur-adjoint.

## Statistiques de carrière
| Saison     | Équipe                           | Ligue          |     | Saison régulière | Saison régulière | Saison régulière | Saison régulière | Saison régulière |    | Séries éliminatoires | Séries éliminatoires | Séries éliminatoires | Séries éliminatoires | Séries éliminatoires |
| Saison     | Équipe                           | Ligue          | PJ  | B                | A                | Pts              | Pun              | PJ               | B  | A                    | Pts                  | Pun                  |                      |                      |
| 1982-1983  | Hamilton Mountain A's            | OJHL           | 8   | 1                | 2                | 3                | 0                |                  |    |                      |                      |                      |                      |                      |
| 1983-1984  | Hamilton Mountain A's            | OJHL           | 37  | 10               | 14               | 24               | 142              |                  |    |                      |                      |                      |                      |                      |
| 1984-1985  | Greyhounds de Sault-Sainte-Marie | LHO            | 63  | 35               | 38               | 73               | 106              | 16               | 3  | 13                   | 16                   | 11                   |                      |                      |
| 1985       | Greyhounds de Sault-Sainte-Marie | Coupe Memorial |     |                  |                  |                  |                  | 4                | 2  | 2                    | 4                    | 8                    |                      |                      |
| 1985-1986  | Greyhounds de Sault-Sainte-Marie | LHO            | 25  | 12               | 17               | 29               | 33               |                  |    |                      |                      |                      |                      |                      |
| 1985-1986  | Generals d'Oshawa                | LHO            | 19  | 8                | 13               | 21               | 15               | 6                | 3  | 2                    | 5                    | 13                   |                      |                      |
| 1986-1987  | Generals d'Oshawa                | LHO            | 57  | 53               | 53               | 106              | 74               | 17               | 14 | 10                   | 24                   | 40                   |                      |                      |
| 1987       | Generals d'Oshawa                | Coupe Memorial |     |                  |                  |                  |                  | 4                | 0  | 3                    | 3                    | 7                    |                      |                      |
| 1986-1987  | Islanders de New York            | LNH            | 2   | 0                | 0                | 0                | 0                |                  |    |                      |                      |                      |                      |                      |
| 1987-1988  | Islanders de New York            | LNH            | 55  | 12               | 24               | 36               | 30               | 5                | 0  | 2                    | 2                    | 2                    |                      |                      |
| 1987-1988  | Indians de Springfield           | LAH            | 10  | 7                | 6                | 13               | 6                |                  |    |                      |                      |                      |                      |                      |
| 1988-1989  | Islanders de New York            | LNH            | 60  | 14               | 29               | 43               | 14               |                  |    |                      |                      |                      |                      |                      |
| 1988-1989  | Indians de Springfield           | LAH            | 4   | 4                | 0                | 4                | 0                |                  |    |                      |                      |                      |                      |                      |
| 1989-1990  | Islanders de New York            | LNH            | 46  | 13               | 27               | 40               | 20               | 4                | 0  | 0                    | 0                    | 4                    |                      |                      |
| 1989-1990  | Indians de Springfield           | LAH            | 21  | 11               | 12               | 23               | 33               |                  |    |                      |                      |                      |                      |                      |
| 1990-1991  | Islanders de New York            | LNH            | 66  | 19               | 26               | 45               | 44               |                  |    |                      |                      |                      |                      |                      |
| 1991-1992  | Islanders de New York            | LNH            | 80  | 40               | 38               | 78               | 46               |                  |    |                      |                      |                      |                      |                      |
| 1992-1993  | Islanders de New York            | LNH            | 77  | 38               | 38               | 76               | 47               | 18               | 3  | 11                   | 14                   | 14                   |                      |                      |
| 1993-1994  | Islanders de New York            | LNH            | 78  | 30               | 40               | 70               | 59               | 4                | 0  | 1                    | 1                    | 0                    |                      |                      |
| 1994-1995  | Islanders de New York            | LNH            | 43  | 10               | 16               | 26               | 41               |                  |    |                      |                      |                      |                      |                      |
| 1995-1996  | Islanders de New York            | LNH            | 61  | 12               | 20               | 32               | 23               |                  |    |                      |                      |                      |                      |                      |
| 1996-1997  | Islanders de New York            | LNH            | 70  | 23               | 30               | 53               | 20               |                  |    |                      |                      |                      |                      |                      |
| 1996-1997  | Whalers de Hartford              | LNH            | 12  | 3                | 3                | 6                | 2                |                  |    |                      |                      |                      |                      |                      |
| 1997-1998  | Maple Leafs de Toronto           | LNH            | 77  | 21               | 25               | 46               | 43               |                  |    |                      |                      |                      |                      |                      |
| 1998-1999  | Maple Leafs de Toronto           | LNH            | 81  | 24               | 28               | 52               | 20               | 16               | 1  | 3                    | 4                    | 4                    |                      |                      |
| 1999-2000  | Maple Leafs de Toronto           | LNH            | 3   | 0                | 0                | 0                | 2                |                  |    |                      |                      |                      |                      |                      |
| 1999-2000  | Blues de Saint-Louis             | LNH            | 19  | 2                | 7                | 9                | 6                |                  |    |                      |                      |                      |                      |                      |
| 1999-2000  | Griffins de Grand Rapids         | LIH            | 52  | 19               | 30               | 49               | 25               | 17               | 7  | 8                    | 15                   | 8                    |                      |                      |
| 2000-2001  | Griffins de Grand Rapids         | LIH            | 76  | 32               | 51               | 83               | 19               | 10               | 5  | 5                    | 10                   | 4                    |                      |                      |
| 2001-2002  | EHC Munich                       | DEL            | 60  | 19               | 26               | 45               | 22               | 9                | 2  | 4                    | 6                    | 4                    |                      |                      |
| 2002-2003  | Griffins de Grand Rapids         | LAH            | 59  | 13               | 28               | 41               | 20               | 15               | 4  | 10                   | 14                   | 6                    |                      |                      |
| 2003-2004  | Griffins de Grand Rapids         | LAH            | 77  | 9                | 21               | 30               | 19               | 4                | 0  | 2                    | 2                    | 0                    |                      |                      |
| Totaux LNH | Totaux LNH                       | Totaux LNH     | 830 | 261              | 351              | 612              | 417              | 47               | 4  | 17                   | 21                   | 24                   |                      |                      |
| Totaux LAH | Totaux LAH                       | Totaux LAH     | 171 | 44               | 67               | 111              | 78               | 19               | 4  | 12                   | 16                   | 6                    |                      |                      |
| Totaux LIH | Totaux LIH                       | Totaux LIH     | 128 | 51               | 81               | 132              | 44               | 27               | 12 | 13                   | 25                   | 12                   |                      |                      |
| Totaux DEL | Totaux DEL                       | Totaux DEL     | 60  | 19               | 26               | 45               | 22               | 9                | 2  | 4                    | 6                    | 4                    |                      |                      |

### Statistiques en équipe nationale
| Année | Équipe | Compétition          |   | PJ | B | A | Pts | Pun      |  | Résultat |
| 1992  | Canada | Championnat du monde | 6 | 1  | 1 | 2 | 6   | 8e place |  |          |

## Honneurs et trophées
- Ligue de hockey de l'Ontario
  - Vainqueur du Trophée de la famille Emms remis au joueur recrue par excellence de la LHO en 1985.
  - Nommé dans la première équipe d'étoiles en 1987.
- Ligue internationale de hockey
  - Vainqueur du trophée Leo-P.-Lamoureux remis au meilleur pointeur de la ligue en 2001 (à égalité avec Steve Larouche).
  - Nommé dans la deuxième équipe d'étoiles en 2001.

## Transactions en carrière
- Repêchage 1985 : réclamé par les Islanders de New York (2e choix de l'équipe en première ronde, 13e au total).
- 18 mars 1997 : échangé par les Islanders aux Whalers de Hartford en retour du choix de cinquième ronde des Whalers au repêchage de 1997 (les Islanders sélectionnent avec ce choix Adam Edinger).
- 4 juillet 1997 : signe à titre d'agent libre avec les Maple Leafs de Toronto.
- 20 octobre 1999 : échangé par les Maple Leafs aux Blues de Saint-Louis en retour de Tyler Harlton et des considérations futures
- 10 août 2000 : signe à titre d'agent libre avec les Sénateurs d'Ottawa.
- 13 juillet 2001 : signe à titre d'agent libre avec le EHC Munich de la DEL.
- 24 juillet 2002 : signe à titre d'agent libre avec les Griffins de Grand Rapids de la LAH.